# Medicina cheroqui
La medicina cheroqui es el conjunto de prácticas con fines médicos realizadas por el pueblo cheroqui (Ani yv wiya) que corresponde a un pueblo aborigen de Norteamérica que habitaba los territorios que actualmente comprenden los estados de Virginia, Alabama, Kentucky, Carolina del Norte, Carolina del Sur, Tennessee y Georgia. Su medicina era muy rica y diversa, centrada en distintos enfoques y con una fuerte base espiritual y filosófica. 

## Paradigma filosófico
La trama central de su medicina, transversal a todo lo que ella comprendía, era la idea de “bienestar”, que se describe como “armonía entre la mente, el cuerpo y el espíritu”. Tanto es así que usaban la palabra “Tohi” como sinónimo para “salud” y “paz”, por lo tanto se entendía como estado de salud cuando el cuerpo se estaba en paz. 
Entendían “el círculo de la medicina” como algo sin inicio ni fin, que le daba una connotación de “unidad armoniosa”. Para los Cheroqui la medicina está centrada en una proflaxis y terapéutica holísticas que agrupa a toda la persona, a diferencia de la medicina moderna que en su gran parte se basa en la enfermedad. En conjunto con la administración farmacológica, tienen lugar ceremonias que son consideradas tan importantes como el ungüento o pócima herbarias a utilizar. Existe la creencia de que para alcanzar el bienestar las personas deben tener una conexión fuerte con todas las cosas de la naturaleza y procurar la armonía en todas sus relaciones, no solo crear y recibir la armonía de sí mismos. Se suponía que al restablecerse la armonía, desaparecían la enfermedad o cualquier alteración del estado de salud, lo cual en la tradición cheroqui, más que una cura, significa simplemente la manera en que debe ser. Se habla, por tanto, que el objetivo central de la medicina cheroqui es ayudar al paciente a reencontrar su equilibrio.

## Los curanderos cheroqui
En la tradición cheroqui los curanderos, las “personas de la medicina”, pueden ser tanto hombres como mujeres y existe el concepto de gente de la medicina “buenos” y “malos”. La medicina cheroqui se caracteriza por un gran desarrollo de las especializaciones médicas, habiendo muchas clases de gente de la medicina,  que se especializan en un área específica del conocimiento, dentro de la cual son muy buenos para curar ciertas cosas, sin siquiera tratar de curar aquellas cosas que se salgan de su conocimiento y experiencia. Existe por tanto el concepto de “derivación” médica a curanderos más capacitados en áreas específicas. Sin embargo también existen algunos médicos o curanderos generales que intentan tratar la mayoría de las cosas y que, ante la situación de verse ante algo que supere su conocimiento personal lo derivan a curanderos masa especializados.
La explicación de la gente cheroqui para aquello que no puede ser explicado por su conocimiento o las reglas de su cultura es “la práctica, por alguien, de la medicina mala”.
Con respecto a la práctica de la medicina mala, los cheroqui creen en la existencia de la brujería, y más específicamente en dos tipos de brujas: las brujas ordinarias y las brujas asesinas, siendo las primeras más peligrosas dada la dificultad de si identificación. Estas pueden engañar a una “persona de la medicina” y provocar, si no se vigila bien, la prescripción errónea de la cura.
Actualmente la gente se atiende con médicos cheroqui por enfermedades físicas o mentales, mientras que otros prefieren atenderse combinadamente con un médico cheroqui y la medicina moderna convencional.

## La formación de los curanderos
Al aprendiz de curandero o médico se le conoce como “Tsila”. Los aprendices, tanto hombres como mujeres, deben estudiar durante muchos años  (15-20 años) y se perfeccionan en distintas disciplinas. Aprenden los tratamientos específicos desde un silabario escrito frecuentemente en código y entregado a ellos por sus maestros o mentores.
Existe un gran recelo del conocimiento médico en la sociedad cheroqui y solo los curanderos y los aprendices en formación tienen permitido acceder a ellos, razón por la cual este silabario se haye escrito en código. Otra forma que tienen los cheroqui de mantener la información a salvo es la transmisión verbal. En la tradición cheroqui las ceremonias medicinales tienen suma importancia y su realización incorrecta se considera dañina o incluso peligrosa, por lo que el recelo de información lleva también un rol de defensa contra la práctica de ceremonias fuera del correcto contexto o incompletas. La práctica médica
Se conoce como “Nywoti” al antiguo sistema de conocimientos y prácticas médicas desarrolladas en los últimos 3000 a 4000 años. El aprendiz de curandero debe dominar al final de su formación siete áreas integradas del saber:
- La medicina herbaria: Conocer en extenso entre 400 y 600 plantas con su uso medicinal y ceremonial, como también las llamadas “plantas de personalidad”.

La diversidad de la farmacopea cheroqui se debe a la igualmente diversa variedad de plantas con utilidad médica en el oeste de Carolina del Norte y otras áreas de asentamiento cheroqui. Se estima que mientras un sacerdote médico o médico propiamente tal (Didahnewisgi) podía conocer por lo menos 600 plantas de utilidad, el promedio de los cheroqui en el pasado estaría familiarizado con 100 a 200 plantas medicinales. Originalmente, la enorme variedad de plantas de uso medicinal cheroqui fue usada en extenso por la medicina moderna norteamericana, ya fuera del modo tradicional o para la fabricación de nuevos medicamentos. Hoy en día, si bien buena parte de las plantas sigue cumpliendo ese rol, otras, igualmente beneficiosas han ido quedando en desuso y eso ha contribuido a la destrucción, de mano de los tiempos modernos, de muchas poblaciones de plantas, como por ejemplo el Ginseng, sello de oro, Lomatium y Echinacea Angustifolia.
Entre la inmensa variedad de plantas con utilidad médica usadas por los Cheroqui se encuentran: 
Balmony (Chelone glabra), Cornejo (Cornus florida), Dogwood, Ginseng enano (Panax trifolium), Conejo de tabaco (Gnaphalium obtusifolium), Sourwood, Cicily dulce (Osmorhiza claytoni) y Raíz amarilla (Xanthorhiza simplicissima).
Todas ellas abundantes en grandes áreas de los Estados Unidos, o bien de fácil cultivo.
Cabe mencionar que el curandero Cheroqui usa una extensa variedad de estas plantas, no solo por evitar el uso en exacerbado de éstas, sino igualmente por la noción de que cada planta medicinal tiene un uso particular en la enfermedad humana.
Las medicinas predilectas de los Cheroqui fueron: el Calamus (Acorus calamus); que era usado contra cólicos, fríos, ardor de estómago, indigestión y fiebre,  y el sello dorado o Goldenseal (Hydrastis canadensis). El olor del Calamus se dice que además aliviaba las tensiones y calmaba los nervios.
Otros medicamentos de uso difundido eran: el mosto de San Juan (St. John's wort) (Hypericum frondosum), la mala hierba de resina (rosin weed) (Silphium laciniatum), la corteza del Olmo de Slipery (Slipery elm bark) (Ulmus rubra) y la Senna (Senna marilandica)
- Medicina física: Agrupa el centro de masajes Cheroque (Hiskoliya), sellos de madera, moxibustión, cirugía menor y partería.

- Trabajo con los sueños: Aparte de la interpretación, se encarga de su uso como herramienta para el crecimiento personal, la curación y la obtención de conocimientos.

- Idioma, mitos y leyes: El aprendiz de curandero debe aprender tanto el lenguaje Cheroqui cotidiano como también un lenguaje “médico” aparte. Debe manejar las leyes, historias y mitos, que le dan sustento al mundo y orientan el entendimiento del lugar del hombre en la “gran vida”

- Las ceremonias: Existen tradición siete grandes ceremonias, de las cuales seis marcan los ciclos anuales de importancia. Las ceremonias se pueden clasificar en personal, familiar, comunitaria o nacional, dependiendo del público al que vaya dirigida. Muchas de las grandes ceremonias se continúan practicando en nuestros días y tienen la misma importancia que en otras épocas o incluso mayor.

- Leyes de la naturaleza: El cherokee ha sido siempre un gran observador de la naturaleza y ha generado a lo largo de miles de años extenso conocimiento de la naturaleza y sus interrelaciones, a fin de dar explicación al porque las cosas funcionan de una manera determinada y de entender la causa y efecto de las interrelaciones entre las cosas.

- La evocación o conjuración: Se refiere a la facultad de conseguir la ayuda de los espíritus y los poderes elementales para poder cambiar las cosas, ya sea para curar a un enfermo, para atraer la suerte, para cambiar la mente de las personas o para proteger a los débiles o enfermos de cualquier influencia negativa o nociva. Guarda ciertas similitudes con la “curación por la fe” cristiana o el “Incubatio” de la antigua Grecia.

## Aislamiento, cuarentena y prevención
Cuando una persona se hallaba gravemente enferma a esta se le aislaba en un lugar tranquilo y alejado del contacto con otras personas. Contrario a lo que se pudiera pensar, esta medida no iba dirigida a proteger al enfermo de posibles contagios, sino a evitar cualquier contacto directo o indirecto del enfermo con una mujer embarazada o en su período menstrual, o durante el parto. Para los Cheroquis cualquier mujer en cualquiera de esas condiciones o cualquier persona que viniera de una casa en que residiera una mujer en esas condiciones, se consideraba que neutralizaba todo el efecto del tratamiento del médico.

## Orígenes de la medicina cheroqui
El origen de la medicina para los cheroqui se remonta a eventos lejanos y míticos. Ellos creían que Esaugetush Emissee "el maestro de la respiración" habría enviado buena buenas medicinas pero su némesis, Anisgnina, que era un espíritu maligno, habría causado enfermedad y muerte. En un comienzo se suponía que animales y hombres eran hermanos, pero Anisgnina inventó las armas y las personas las usaron en contra de sus hermanos los animales. A causa de esto el gran oso blanco habría convocado un concilio de los animales. Dado que ellos no podían fabricar armas lo que hicieron fue que cada animal le envió una enfermedad a los hombres. Luego de esto, el Ginseng reunió a todas las plantas y cada una ofreció un remedio contra una determinada enfermedad. Debido a que la iniciativa fue tomada por el Ginseng, pasó ésta a ser la planta más grande o noble. Al primer hombre de la medicina o médico se le enseñaron todos los remedios, pero si alguna vez llegaba a olvidar alguno, bastaba con que se aventurara en el bosque y la planta adecuada habría de cabecear para avisarle. El médico habría por tanto, siempre de abstenerse de tomar las primeras tres plantas de Ginseng que viera y dejar gotas rojas o blancas cuando sacara del suelo la cuarta. En un comienzo los cheroqui obtuvieron su tradición medicinal y ceremonial de dos fuentes. Una se dice que fue piedra clavada (Stone-Clad (nv yunuwi), un hechicero que les mostró la esencia dual de la vida. La otra fuente de saber médico son las plantas.

## Registros escritos
Los cheroqui fueron los únicos nativos de Norteamérica en dejar escrito un herbario médico, llamado "el manuscrito nadador" (The swimmer manuscripts), nombre que deriva del hombre de la medicina que puso sus fórmulas en el idioma cherokee. El libro se compone principalmente de canciones, cantos y magia; y en menor medida, de información sobre plantas medicinales. La información fue escrita por los nativos mediante los caracteres inventados por el Cheroqui Sequoyah en 1821. Los manuscritos originales se encuentran actualmente en la oficina de etnología de los EE. UU.